# Jakab Ödön (festő)
Jakab Ödön (Nagybáród, 1894. május 1. – Budapest, Terézváros, 1947. augusztus 25.) festőművész és képrestaurátor.

## Életútja
Jakab Mihály és Rosenberger Terézia fiaként született. Pesten, Münchenben, Párizsban és Olaszországban tanult. Először 1927 februárjában állított ki a Nemzeti Szalonban galéria tónusra hangolt színű impresszionista technikával festett képeket. Művei közül Kratochvil Károly altábornagy arcképe a Magyar Hadtörténelmi Múzeum tulajdona. 1924. december 28-án Budapesten, a Terézvárosban feleségül vette a bátorkeszi születésű Tauber Saroltát, Tauber Mihály és Wetzler Janette leányát. Az 1940-es években mint képrestaurátor dolgozott. 1947-ben hunyt el koszorúér-meszesedés és -elzáródás következtében. Felesége 23 évvel élte túl, 1970. október 28-án halt meg.